# Jiyai Shin
Jiyai Shin (Koreaans: 신지애; Zuid-Korea, 28 april 1988) is een Zuid-Koreaanse golfprofessional. Ze debuteerde in 2006 op de LPGA of Korea Tour en in 2008 op de LPGA Tour.

## Loopbaan
In 2005 verbleef Shin op de hogeschool en was de enige amateur die als leerlinge met de SK Enclean Invitational een golftoernooi won van de LPGA of Korea Tour. In eind 2005 werd ze een golfprofessional.
In 2006 maakte Shin haar debuut op de LPGA of Korea Tour en won in haar eerste seizoen drie toernooien. Ze won het Taeyoung Cup Korea Women's Open, een major van de KLPGA, het PAVV Invitational en het Orient China Ladies Open. In 2007 en 2008 won ze respectievelijk tien en zes toernooien op de KLPGA. In september 2010 won ze voor de 21ste keer op die tour door het J Golf Series MetLife-Korea Economic Daily KLPGA Championship te winnen.
In 2008 maakte ze haar debuut op de LPGA Tour. In augustus won ze haar eerste toernooi en tevens een major door het Ricoh Women's British Open te winnen. Later won ze nog enkele toernooien op de LPGA.
In 2007 golfte ze soms op de Ladies Asian Golf Tour en won daar één toernooi: het Thailand Ladies Open. Sinds 2008 golft Shin af en toe op de LPGA of Japan Tour en boekte daar enkele successen.
Door haar golfsuccessen van 2007 tot 2010 was ze enkele weken de nummer één op de Women's World Golf Ranking.

## Prestaties
LPGA Tour
| Nr. | Datum             | Toernooi                            | Score           | Score | Info                                                 |
| --- | ----------------- | ----------------------------------- | --------------- | ----- | ---------------------------------------------------- |
| 1   | 3 augustus 2008   | Ricoh Women's British Open          | 66-68-70-66=270 | –18   |                                                      |
| 2   | 9 november 2008   | Mizuno Classic                      | 68-66-67=201    | –15   |                                                      |
| 3   | 23 november 2008  | ADT Championship                    | 69-75-71-70     |       |                                                      |
| 4   | 8 maart 2009      | HSBC Women's Champions              | 72-73-66-66=277 | –11   |                                                      |
| 5   | 28 juni 2009      | Wegmans LPGA                        | 65-68-67-71=271 | –17   |                                                      |
| 6   | 13 september 2009 | P&G Beauty NW Arkansas Championship | 70-70-64=207    | –9    | Won de play-off van Angela Stanford en Sun Young Yoo |
| 7   | 25 juli 2010      | Evian Masters                       | 70-69-68-67=274 | –14   |                                                      |
| 8   | 7 november 2010   | Mizuno Classic                      | 65-66-67=198    | –18   |                                                      |
| 9   | 10 september 2012 | Kingsmill Championship              | 62-68-69-69=268 | –16   | Won de play-off van Paula Creamer                    |
| 10  | 16 september 2012 | Ricoh Women's British Open          | 71-64-71-73=279 | –9    |                                                      |
| 11  | 17 februari 2013  | ISPS Handa Women's Australian Open  | 61-72-72-68=273 | –11   |                                                      |

| major |

LPGA of Korea Tour
| Nr. | Datum             | Toernooi                                          | Score           | Score | Info                                           |
| --- | ----------------- | ------------------------------------------------- | --------------- | ----- | ---------------------------------------------- |
| 1   | 11 september 2005 | SK Enclean Invitational                           | 68-67-70=205    | –11   | Als amateur                                    |
| 2   | 21 mei 2006       | Taeyoung Cup Korea Women's Open                   | 68-68-69=205    | –11   |                                                |
| 3   | 8 september 2006  | PAVV Invitational                                 | 68-68-69=204    | –12   |                                                |
| 4   | 19 november 2006  | Orient China Ladies Open                          | 72-66-64-69=271 | –17   |                                                |
| 5   | 27 april 2007     | MBC Tour MCSquare Cup Crown CC Ladies Open        | 76-73-67=2163   | par   | Won de play-off van Lee Joo-eun                |
| 6   | 3 juni 2007       | Hill State Open                                   | 67-71-66=204    | –12   |                                                |
| 7   | 17 juni 2007      | MBC Tour BC Card Classic                          | 71-67-66=204    | –12   |                                                |
| 8   | 23 juni 2007      | KB Star Tour 3rd Tournament at Pohang             | 66-68-66=200    | –16   |                                                |
| 9   | 8 september 2007  | KB Star Tour 4th Tournament at Cheongwon          | 69-65=134       | –10   | 36-holes (weersomstandigheden)                 |
| 10  | 16 september 2007 | SK Energy Invitational                            | 68-66-70=204    | –12   |                                                |
| 11  | 7 oktober 2007    | Samsung Finance Ladies Championship               | 71-67-70=208    | –8    |                                                |
| 12  | 28 oktober 2007   | Interburgo Masters                                | 71-72-67=210    | –9    |                                                |
| 13  | 25 november 2007  | ADT CAPS Championship                             | 74-69-68=211    | –5    |                                                |
| 14  | 16 december 2007  | China Ladies Open                                 | 68-68-67=203    | –13   |                                                |
| 15  | 20 april 2008     | Woori Investment & Securities Ladies Championship | 66-70-67=203    | –13   |                                                |
| 16  | 18 mei 2008       | Taeyoung Cup Korea Women's Open                   | 75-69-69=213    | –3    | Won de play-off van Ryu So-yeon                |
| 17  | 15 juni 2008      | BC Card Classic                                   | 68-71-72=211    | –5    | Won de play-off van Kim Min-sun en Kim Hyun-ji |
| 18  | 26 september 2008 | Shinsegae KLPGA Championship                      | 67-70-72=209    | –9    |                                                |
| 19  | 18 oktober 2008   | Hite Cup Championship                             | 68-67-68=203    | –13   |                                                |
| 20  | 26 oktober 2008   | KB Star Tour Grand Final at Incheon               | 66-74-70-73=285 | –3    | Won de play-off van Ahn Sun-ju en Choi He-yong |
| 21  | 19 september 2010 | MetLife Korea Economic Daily KLPGA Championship   | 66-72-68-70=276 | –12   |                                                |

Toernooien in het vet zijn majors van de KLPGA.
Ladies Asian Golf Tour
| Nr. | Datum           | Toernooi             | Score        | Score | Info |
| --- | --------------- | -------------------- | ------------ | ----- | ---- |
| 1   | 9 februari 2007 | Thailand Ladies Open | 67-72-67=196 | –10   |      |

LPGA of Japan Tour
| Nr. | Datum             | Toernooi                         | Score        | Score | Info                                                |
| --- | ----------------- | -------------------------------- | ------------ | ----- | --------------------------------------------------- |
| 1   | 23 maart 2008     | Yokohama Tire PRGR Ladies Cup    | 70-69-73=212 | –4    | Won de play-off van Sakura Yokomine                 |
| 2   | 9 november 2008   | Mizuno Classic                   | 68-66-67=201 | –15   |                                                     |
| 3   | 25 oktober 2009   | Masters GC Ladies                | 70-70-68-208 | –8    | Won de play-off van Yuko Mitsuka en Akiko Fukushima |
| 4   | 2 mei 2010        | Cyber Agent Ladies               | 72-70-66=208 | –8    |                                                     |
| 5   | 7 november 2010   | Mizuno Classic                   | 65-66-67=198 | –18   |                                                     |
| 6   | 22 juni 2014      | Nichirei Ladies                  | 69-65-70=204 | –12   |                                                     |
| 7   | 10 augustus 2014  | Meiji Cup                        | 70-66-68=204 | –12   |                                                     |
| 8   | 31 augustus 2014  | Nitori Ladies Golf Tournament    | 67-71-70=208 | –8    |                                                     |
| 9   | 21 september 2014 | Munsingwear Ladies Tokai Classic | 68-67-67=202 | –14   |                                                     |